# Czech Open 2024 - Doppio
Il doppio del torneo di tennis professionistico Czech Open 2024, facente parte della categoria Challenger 100 nell'ambito dell'ATP Challenger Tour 2024, si è giocato dal 3 al 9 giugno a Prostějov, in Repubblica Ceca. Tra le coppie partecipanti erano assenti Ariel Behar e Adam Pavlásek, i detentori del titolo.
In finale Ivan Liutarevich e Sergio Martos Gornés hanno sconfitto Matwé Middelkoop e Philipp Oswald con il punteggio di 6–1, 6–4.

## Teste di serie
1. Matwé Middelkoop /  Philipp Oswald (finale)
2. Jeevan Nedunchezhiyan /  Vijay Sundar Prashanth (primo turno)

1. Marco Bortolotti /  Matthew Romios (primo turno)
2. Vladyslav Manafov /  Luca Sanchez (primo turno)

## Wildcard
1. Adam Jurajda /  Igor Zelenay (primo turno)

1. Dominik Reček /  Daniel Siniakov (primo turno)

## Tabellone

### Legenda
| - Q = Qualificato - WC = Wild card - LL = Lucky loser | - ALT = Alternate - SE = Special Exempt - PR = Protected Ranking | - w/o = Walkover - r = Ritirato - d = Squalificato |

|  | Primo turno | Primo turno                   | Primo turno                   | Primo turno | Primo turno |  |  | Quarti di finale | Quarti di finale              | Quarti di finale              | Quarti di finale              | Quarti di finale              |   |     | Semifinali | Semifinali                      | Semifinali                      | Semifinali                            | Semifinali                            |   |   | Finale | Finale | Finale | Finale | Finale |  |
|  |             |                               |                               |             |             |  |  |                  |                               |                               |                               |                               |   |     |            |                                 |                                 |                                       |                                       |   |   |        |        |        |        |        |  |
|  | 1           | M Middelkoop P Oswald         | 6                             | 2           | [10]        |  |  |                  |                               |                               |                               |                               |   |     |            |                                 |                                 |                                       |                                       |   |   |        |        |        |        |        |  |
|  | WC          | A Jurajda I Zelenay           | 1                             | 6           | [3]         |  |  | 1                | M Middelkoop P Oswald         | M Middelkoop P Oswald         | 7                             | 7                             |   |     |            |                                 |                                 |                                       |                                       |   |   |        |        |        |        |        |  |
|  | WC          | D Reček D Siniakov            | 6                             | 2           | [8]         |  |  |                  | K Drzewiecki P Matuszewski    | K Drzewiecki P Matuszewski    | 5                             | 5                             |   |     |            |                                 |                                 |                                       |                                       |   |   |        |        |        |        |        |  |
|  |             | K Drzewiecki P Matuszewski    | 3                             | 6           | [10]        |  |  |                  |                               |                               |                               |                               |   |     | 1          | M Middelkoop P Oswald           | 6                               | 65                                    | [10]                                  |   |   |        |        |        |        |        |  |
|  | 3           | M Bortolotti M Romios         | M Bortolotti M Romios         | 3           | 1           |  |  |                  |                               |                               | F Romboli M Soto              | 1                             | 7 | [7] |            |                                 |                                 |                                       |                                       |   |   |        |        |        |        |        |  |
|  |             | F Romboli M Soto              | F Romboli M Soto              | 6           | 6           |  |  |                  | F Romboli M Soto              | F Romboli M Soto              | 6                             | 6                             |   |     |            |                                 |                                 |                                       |                                       |   |   |        |        |        |        |        |  |
|  |             | M Demoliner G Durán           | M Demoliner G Durán           | 6           | 62          |  |  |                  | V Kopřiva V Sachko            | V Kopřiva V Sachko            | 4                             | 4                             |   |     |            |                                 |                                 |                                       |                                       |   |   |        |        |        |        |        |  |
|  |             | V Kopřiva V Sachko            | V Kopřiva V Sachko            | 78          | 7           |  |  |                  |                               |                               |                               |                               |   |     | 1          | Matwé Middelkoop Philipp Oswald | Matwé Middelkoop Philipp Oswald | 1                                     | 4                                     |   |   |        |        |        |        |        |  |
|  |             | J-s Nam P Niklas-Salminen     | J-s Nam P Niklas-Salminen     | 6           | 6           |  |  |                  |                               |                               |                               |                               |   |     |            |                                 |                                 | Ivan Liutarevich Sergio Martos Gornés | Ivan Liutarevich Sergio Martos Gornés | 6 | 6 |        |        |        |        |        |  |
|  |             | R Jebavý D Svrčina            | R Jebavý D Svrčina            | 2           | 2           |  |  |                  | J-s Nam P Niklas-Salminen     | J-s Nam P Niklas-Salminen     | 6                             | 6                             |   |     |            |                                 |                                 |                                       |                                       |   |   |        |        |        |        |        |  |
|  |             | P Nouza M Vrbenský            | P Nouza M Vrbenský            | 6           | 6           |  |  |                  | P Nouza M Vrbenský            | P Nouza M Vrbenský            | 3                             | 3                             |   |     |            |                                 |                                 |                                       |                                       |   |   |        |        |        |        |        |  |
|  | 4           | V Manafov L Sanchez           | V Manafov L Sanchez           | 2           | 2           |  |  |                  |                               |                               |                               |                               |   |     |            | J-s Nam P Niklas-Salminen       | J-s Nam P Niklas-Salminen       | 5                                     | 67                                    |   |   |        |        |        |        |        |  |
|  |             | I Liutarevich S Martos Gornés | 7                             | 5           | [10]        |  |  |                  |                               |                               | I Liutarevich S Martos Gornés | I Liutarevich S Martos Gornés | 7 | 79  |            |                                 |                                 |                                       |                                       |   |   |        |        |        |        |        |  |
|  |             | D Pel D Vega Hernández        | 65                            | 7           | [8]         |  |  |                  | I Liutarevich S Martos Gornés | I Liutarevich S Martos Gornés | I Liutarevich S Martos Gornés | w/o                           |   |     |            |                                 |                                 |                                       |                                       |   |   |        |        |        |        |        |  |
|  |             | A Paulson P Rikl              | A Paulson P Rikl              | 7           | 6           |  |  |                  | A Paulson P Rikl              | A Paulson P Rikl              | A Paulson P Rikl              |                               |   |     |            |                                 |                                 |                                       |                                       |   |   |        |        |        |        |        |  |
|  | 2           | J Nedunchezhiyan VS Prashanth | J Nedunchezhiyan VS Prashanth | 64          | 4           |  |  |                  |                               |                               |                               |                               |   |     |            |                                 |                                 |                                       |                                       |   |   |        |        |        |        |        |  |